# Eclipta
Eclipta é um género botânico pertencente à família Asteraceae.
Eclipta alba popularmente chamada de erva-botão,agrião do brejo,pimenta dágua,suricuina,tangaracá,ervanço e também cravo-bravo é encontrada de forma espontânea no Brasil,mas sua origem é asiática.Ocorre em regiões de clima quente e mais úmido.Alcança até 60 cm de altura e seu caule pode ser verde ou avermelhado.suas folhas são longas e estreitas e suas flores brancas, tem forma de botão de roupa,daí seu nome popular.Possui flavonóides como a wedelolactona,sendo usada na medicina popular como hepatoprotetora.